# Pseudorhiza aurosa
Pseudorhiza aurosa är en manetart som beskrevs av von Lendenfeld 1882. Pseudorhiza aurosa ingår i släktet Pseudorhiza och familjen Lychnorhizidae. Inga underarter finns listade i Catalogue of Life.